# Lopiena ochraceus
Lopiena ochraceus är en fjärilsart som beskrevs av George Thomas Bethune-Baker 1911. Lopiena ochraceus ingår i släktet Lopiena och familjen tandspinnare. Inga underarter finns listade i Catalogue of Life.